# Alcides Mendoza Castro
Alcides Mendoza Castro (Mariscal Cáceres, 14 marzo 1928 – Lima, 20 giugno 2012) è stato un arcivescovo cattolico peruviano.

## Biografia
Ordinato sacerdote il 15 settembre 1951, il 28 aprile 1958 fu nominato vescovo ausiliare di Abancay e vescovo titolare di Metre. Il 5 dicembre 1962 divenne vescovo di Abancay.
Il 5 ottobre 1983 fu promosso arcivescovo di Cusco. Si ritirò il 29 novembre 2003.
Morì il 20 giugno 2012 all'età di 84 anni.
All'apertura del Concilio Vaticano II era il vescovo partecipante più giovane, coi suoi 34 anni di età.

## Genealogia episcopale e successione apostolica
La genealogia episcopale è:
- Cardinale Scipione Rebiba
- Cardinale Giulio Antonio Santori
- Cardinale Girolamo Bernerio, O.P.
- Arcivescovo Galeazzo Sanvitale
- Cardinale Ludovico Ludovisi
- Cardinale Luigi Caetani
- Cardinale Ulderico Carpegna
- Cardinale Paluzzo Paluzzi Altieri degli Albertoni
- Papa Benedetto XIII
- Papa Benedetto XIV
- Papa Clemente XIII
- Cardinale Bernardino Giraud
- Cardinale Alessandro Mattei
- Cardinale Pietro Francesco Galleffi
- Cardinale Filippo de Angelis
- Cardinale Amilcare Malagola
- Cardinale Giovanni Tacci Porcelli
- Cardinale Fernando Cento
- Cardinale Juan Gualberto Guevara
- Arcivescovo Carlos Maria Jurgens Byrne, C.SS.R.
- Arcivescovo Alcides Mendoza Castro

La successione apostolica è:
- Vescovo Enrique Pélach y Feliú (1968)
- Vescovo Ermanno Artale Ciancio, S.D.B. (1994)